# Etten-Leur
Etten-Leur é um município da província de Brabante do Norte, nos Países Baixos. Tinha 40.591 habitantes em 01 de Janeiro de 2007 e uma área de 55,88 km².

## História
Etten e Leur foram duas cidades fundadas na Idade Média, eram relativamente prósperas durante o período da República Holandesa, sendo a excepção o período da Guerra dos Oitenta Anos em que a área tornou-se um grande campo de batalha.
O declínio na importância econômica marcou ambas as cidades durante o século XIX. Durante este tempo o pintor Vincent van Gogh viveu brevemente no município, tornando-o cidadão mais famoso na história de Etten e Leur.
A partir de 1950, o governo holandês decidiu incentivar o crescimento populacional e o desenvolvimento industrial. Como resultado deste desenvolvimento, ambas as cidades têm crescido e se fundiram em uma só: Etten-Leur.

## Distância para outras cidades
Distância entre Etten-Leur e outras cidades dos Países Baixos.
- Amesterdão 91 km
- Roterdão 41 km
- Haia 61 km
- Utrecht 67 km
- Eindhoven 60 km
- Breda 10 km